# Karl Ludwig Friedrich Mezger
Karl Ludwig Friedrich Mezger (* 18. März 1810 in Schorndorf; † 16. Oktober 1885 in Stuttgart) war ein deutscher Gymnasiallehrer und Klassischer Philologe.

## Leben
Nach der ersten Dienstprüfung 1832 wurde er 1840 Professor am mittleren Gymnasium in Stuttgart, 1845 2. Professor am evangelischen Seminar in Schöntal, 1868 ebendort Ephorus. Er erhielt 1880 den Ehrendoktortitel der Universität Tübingen. 1882 trat er in den Ruhestand. Er wurde auf dem Pragfriedhof in Stuttgart beerdigt.

## Schriften
- Der Traum. Eine Erzählung für Kinder. Beck und Fränkel, Stuttgart 1837.
- mit Carl Adolf Schmid: Griechische Chrestomathie für die mittleren Abtheilungen der Gymnasien in zwei Cursen, mit erklärenden Anmerkungen und einem Register über dieselben. J. B. Metzler, Stuttgart 1846.
- mit Carl Adolf Schmid: Vorübungen zur griechischen Chrestomathie. J. B. Metzler, Stuttgart 1846.
- mit Carl Adolf Schmid: Wörterbuch zur griechischen Chrestomathie für die mittleren Abtheilungen der Gymnasien. J. B. Metzler, Stuttgart 1846.
- Hebräisches Übungsbuch für Anfänger. Mit einer Schreibvorschrift. Hahn, Leipzig 1856 (Digitalisat der Ausgabe 1883).
- Übungen des lateinischen Stils mit Kommentaren und Hinweisungen auf grammatische und stilistische Werke. A. Liesching & Comp., Stuttgart 1857.
- als Übersetzer: M. Tullius Cicero’s sämmtliche Briefe. 9 Bände, Krais & Hoffmann, Stuttgart 1859–1870.
- Deutscher Räthselschatz für Haus und Schule, nach Altersstufen geordnet und in sechs Bücher gebracht. Albert Scheurlen, Heilbronn 1867.
- Leitfaden für den Unterricht in der biblischen Religionsgeschichte und Bibelkunde auf der Stufe des oberen Gymnasiums. F. A. Perthes, Gotha 1879.
- Hilfsbuch zum Verständniß der Bibel für den Religionsunterricht auf der Stufe des Obergymnasiums und für denkende Freunde des göttlichen Worts. F. A. Perthes, Gotha 1879–1882.